# 伊拉克工人理事会和工会联合会
伊拉克工人理事会和工会联合会（阿拉伯语：‎）是伊拉克的一个工会联合会，目前其规模仅次于伊拉克工人总联合会。
2003年12月，与伊拉克工人共产党有联系的伊拉克失业者联盟的成员建立该组织，作为伊拉克工会联合会的左翼替代者。2004年—2005年，伊拉克共产党领导的伊拉克工会联合会是伊拉克唯一得到“法律承认”的工会联合会，它于2005年与工会总联合会和伊拉克工会总联合会合并为伊拉克工人总联合会。伊拉克还有第三个工会组织，称为伊拉克石油工会联合会。
该组织反对美国主导的对伊拉克的占领以及伊拉克叛乱中的伊斯兰主义分子，并且经常受到外国势力和伊斯兰主义势力的压制。世界各地的许多反战运动为该组织的演讲团提供了平台。
该组织的成员领导了多次罢工，在巴士拉地区尤其活跃。